# NGC 6574
NGC 6574 (również NGC 6610, PGC 61536 lub UGC 11144) – galaktyka spiralna z poprzeczką (SBbc), znajdująca się w gwiazdozbiorze Herkulesa.
Odkrył ją Albert Marth 9 lipca 1863 roku. 13 lipca 1876 roku obserwował ją też Édouard Jean-Marie Stephan, jednak pozycja podana przez niego była błędna, stąd Dreyer przy zestawianiu swego katalogu uznał, że to inny obiekt i skatalogował obserwację Stephana jako NGC 6610.
W galaktyce tej zaobserwowano supernową SN 2008eb.